# Bustopher Jones
Bustopher Jones: The Cat About Town (Bustopher Jones: el gato sofisticado de la ciudad) es un poema escrito por T.S. Eliot en El libro de los gatos habilidosos del viejo Possum y un personaje utilizado en Cats, obra musical adaptada, e inspirada en el libro del poeta, por Andrew Lloyd Webber.

## El poema

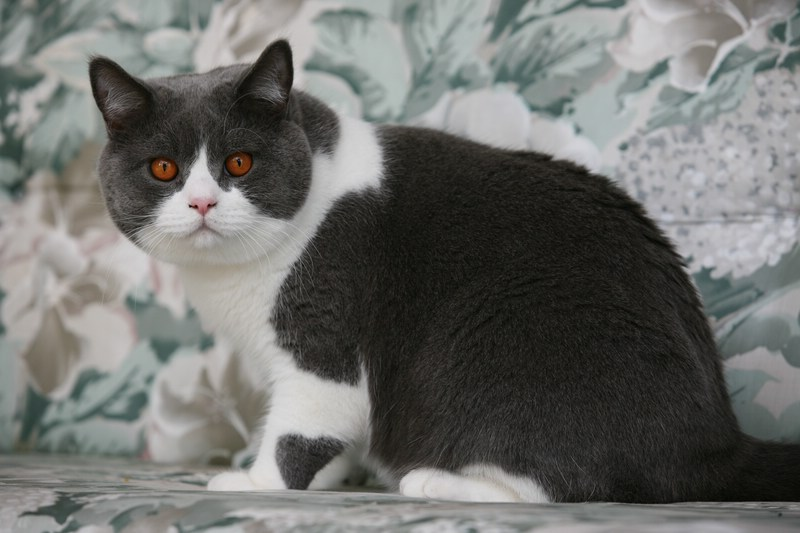
Ejemplar de gato gordo con pelaje tipo esmoquin (tuxedo cat).

El personaje de Bustopher Jones es una parodia de un caballero del período eduardiano. Es el Gato de la Calle St. James quien lleva una vida ociosa pues es asiduo visitante de diversos clubes de caballeros del área, incluidos el Drones, el Blimp´s y el Tomb.
Debido a que almuerza constantemente en dichos clubes es soprendenemente gordo (25 libras). Tiene pelaje meticulosamente negro y al parecer tiene marcas blancas en sus patas las cuales asemejan polainas. Debido a estas características, se le describe como "el Brummel de los gatos", en referencia a Beau Brummell quien fuera fundador del dandismo. 
Además el poema dice que este gato, como muchos dandis, suele considerarse como ejemplo, por ser un gato muy educado y cultivado, que practica la filantropía entre los gatos menos favorecidos. 

Bustopher Jones is not skin and bones

In fact, he's remarkably fat.

He doesn't haunt pubs--he has eight or nine clubs,

For he's the St. James's Street Cat!

He's the Cat we all greet as he walks down the street

In his coat of fastidious black

No commonplace mousers
 
have such well-cut trousers

Or such an impeccable back!.

In the whole of St. James's the smartest of names is

The name of this Brummell of Cats;

And we're all of us proud to be nodded or bowed to

By Bustopher Jones in white spats!

Bustopher Jones no sólo es piel y huesos

de hecho, es sorprendentemente gordo.

No merodea por los pubs, él tiene ocho o nueve clubes,

¡pues él es "el Gato de la Calle St. James"!

Él es el Gato a quien todos saludamos cuando pasea por la calle
 
con su pelaje meticulosamente negro

Ningún caza ratones común,
 
tiene pantalones tan bien cortados

O una espalda tan impecable!.

En el conjunto de St. James es el más elegante de los nombres

El nombre de este Brummell de los gatos;

Y estamos todos orgullosos de ser ser saludados con la cabeza o con una reverencia
 
Por Bustopher Jones en polainas blancas!

..
T.S. Eliot, El libro de los gatos habilidosos del viejo Possum.

## El musical
Bustopher Jones, a diferencia de Grizabella, es un personaje popular entre los gatos Jellicle. Apegado al poema, se le representa como un gato con un elegante pelaje tipo esmoquin (tuxedo cat), y como todo un dandi de perfil obeso, miembro de la alta sociedad gatuna.
En la producción original de los teatros de West End el papel de Bustopher Jones fue interpretado por Brian Blessed, mientras que en la producción original de Broadway lo realizó Stephen Hanan. En la producción fílmica del DVD de 1998 el papel fue interpretado por James Barron. Otros actores que han interpretado el papel han sido Morgan Nathan, Christopher E. Sidoli, Robert Purdie, Ryan Bailey, y Bronson N. Murphy, este último lo hizo durante el tour nacional en los Estados Unidos.
Durante la producción original de Broadway, Stephen Hanan interpretó al mismo tiempo los papeles de Bustopher Jones, Gus y Growltiger. Por esta razón, ha existido esta misma tendencia con otros actores en diversas producciones teatrales. 